# Julius Thaeter

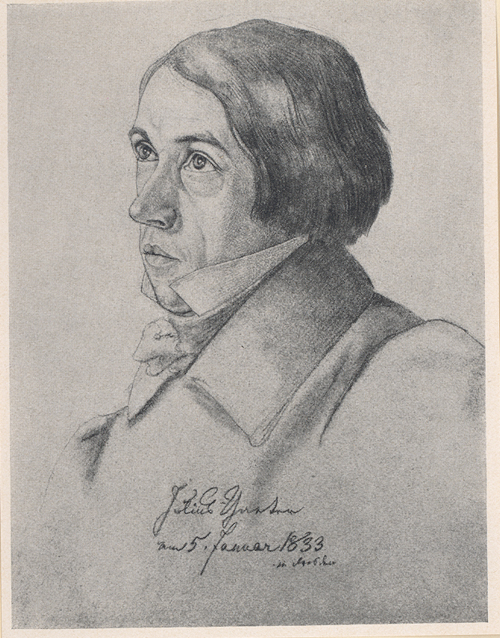
Julius Thaeter.

Julius Caesar Thaeter (eller Thäter), född den 7 januari 1804 i Dresden, död den 14 november 1870 i München, var en tysk kopparstickare.
Thaeter studerade vid akademien i sin födelsestad, därefter i Nürnberg och Berlin samt efter 1830 för Amsler i München, blev 1841 lärare vid akademien i Weimar, 1846 i Dresden och 1849 i München. Han närmade sig mycket Amsler, som grundlade den stränga kopparstickarskola i Tyskland, för vilken huvudsyftet var att återge teckningen, utan att sträva efter pittoresk verkan. Thaeters arbeten utmärks av stor samvetsgrannhet och trohet i uppfattningen. Han graverade med förkärlek nyklassiska tyska målares alster (Cornelius, Kaulbach, Schnorr, även Schwinds Askungen med flera).